# Monte Soratte
Der Monte Soratte (lat. mons Soracte) ist ein alleinstehender Berg von 691 Meter Höhe im Tibertal, der bereits aus großer Entfernung sichtbar ist. Er liegt 52 km nördlich von Rom in der Region Latium und etwa acht Kilometer südöstlich von Civita Castellana. Geologisch gehört er zu den auf der anderen Tiberseite liegenden Sabiner Bergen.
Die im Wesentlichen aus Kalkstein bestehende, im Sonnenschein weiß schimmernde Erhebung wurde bereits in Gedichten von Vergil und Horaz beschrieben. Horaz lobt den Anblick des im Winter schneebedeckten Berges (vides ut alta stet nive candidum Soracte?, Carm. i. 9), während Vergil Apollo als Schutzgott des Berges nennt. Ein Apollo-Tempel auf dem Gipfel wurde allerdings nie nachgewiesen. Mit den Wölfen am Soracte soll der Ritus der hirpi sorani zusammenhängen. Es handelte sich um Mitglieder einer bestimmten ortsansässigen Familie, die barfuß über glühende Kohlen gehen konnten, ohne sich zu verbrennen.

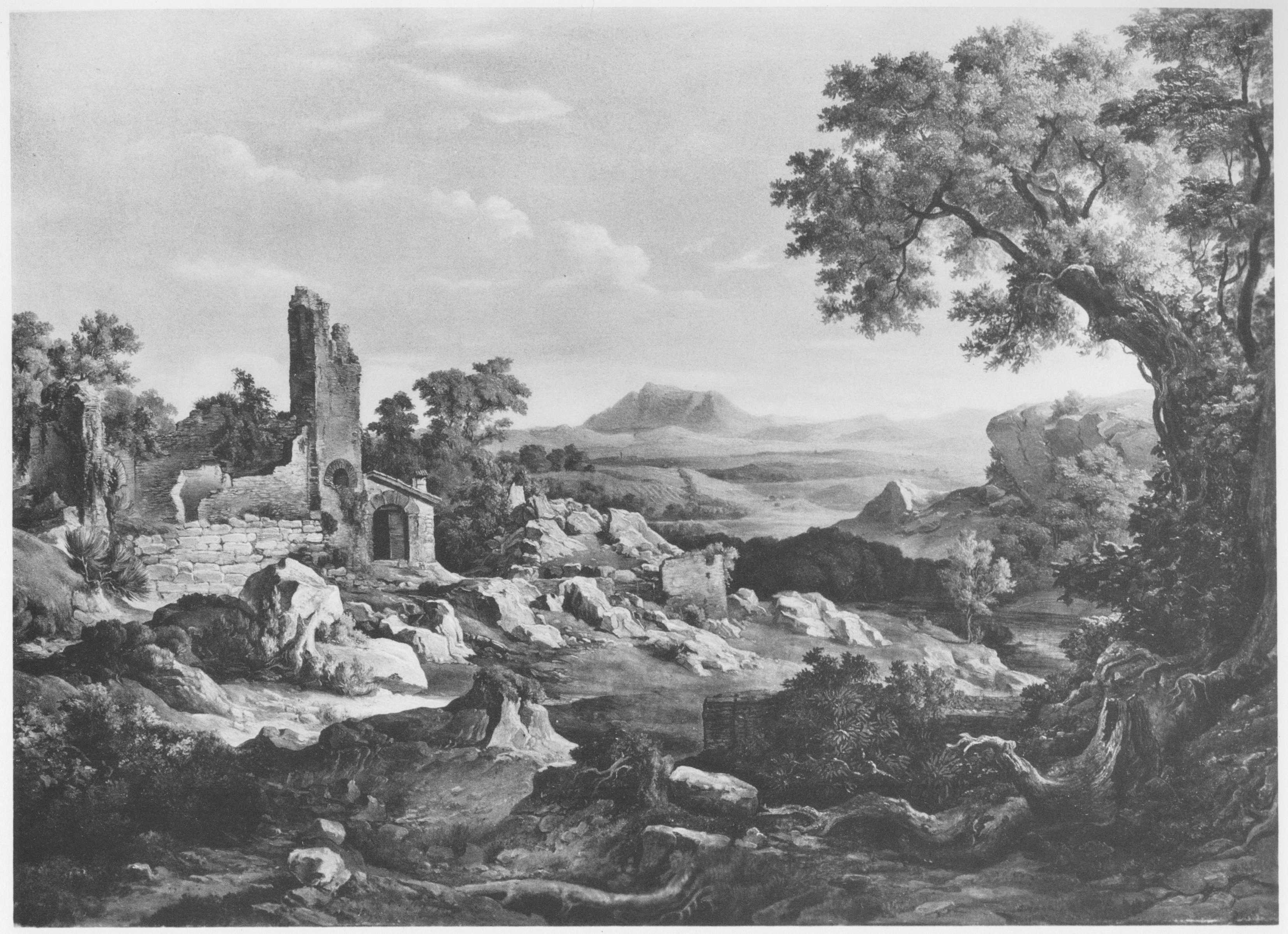
Landschaft bei Rom mit dem Soracte, Gemälde von Ernst Fries

Tatsächlich war er Dis Pater und den Göttern der Unterwelt geweiht.
Am Fuß der Ostseite des Berges befindet sich ein aufgelassener Kalksteinbruch.
Nur wenig unterhalb des Gipfels befindet sich ein Kloster, das 1835 vom Gipfel hierher verlegt wurde. Dieses Kloster San Silvestro wurde im Jahr 748 von Karlmann, dem Sohn Karl Martells gegründet, der Altar in der Kirchenruine weist noch Fragmente von Skulpturen aus dieser Zeit auf. Bis in die heutige Zeit wird das Kloster vom Trinitarier-Orden genutzt.
Die Ortschaft Sant’Oreste am Südostende des Bergrückens verdankt ihren Namen einer Abwandlung des ursprünglichen Namens der Kirche, die dem Ortspatron Edistus geweiht war. Im städtischen Palazzo befindet sich ein Prozessionskreuz aus dem 11. Jahrhundert im byzantinischen Stil (siehe: Römische Quartalschrift, 1905, Archäologie).
Die Umgebung des Monte Soratte ist ein Naturreservat. Fünf ausgewiesene Wanderwege erlauben dem Besucher eine umfassende Erkundung. Sehenswert sind auch die zwischen 1920 und 1940 entdeckten und erschlossenen Karst-Grotten.
Ab 1937 ließ Benito Mussolini einen Bunker für die militärische Führung in den Monte Soratte bauen. Nach dem Waffenstillstand von Cassibile wurde er ab September 1943 von Albert Kesselring und seiner Kommandobehörde genutzt. Nach dem Waffenstillstand und der weitgehenden Besetzung Italiens durch die deutsche Wehrmacht (Fall Achse) leitete Kesselring als „Oberbefehlshaber Südwest“ (Heeresgruppe C) die Operationen in Italien.
Nach dem Krieg wurde der Bunker unter anderem als Munitionsdepot genutzt. 1967 begann in Teilen der Anlage der Bau eines Atomschutzbunkers, der aber 1972 aus unbekannten Gründen abgebrochen wurde. Die italienische Regierung gab die Bunkeranlage 2008 ganz auf. Heute kümmert sich der Verein Associazione Bunker Soratte um die Anlage und bietet auch Führungen an. In einem Teil des Bunkers unterhält das Istituto Nazionale di Geofisica e Vulcanologia eine Erdbebenwarte.